# Соссюр, Анри де
Анри де Соссюр (27 ноября 1829, Женева — 20 февраля 1905, Женева) — швейцарский энтомолог и минералог.

## Биография
Внук швейцарского минералога и ботаника Ораса Бенедикта де Соссюра. Родился в Женеве, где получил среднее и высшее образование. По окончании курса тогдашней Женевской академии, в которой учился у Франсуа Пикте, познакомившего его с энтомологией. Соссюр слушал лекции по естественным наукам в Париже и других городах Западной Европы, и в 1854 г. удостоен Гёттингенским университетом звания почётного доктора философии.
Главнейшие заслуги Соссюра в его энтомологических работах состоят в широком взгляде при установке родственных связей между отдельными звеньями одной группы и в том, что Соссюр при описании новых видов насекомых, не довольствуясь чисто внешними признаками, придал большое значение тончайшим морфологическим особенностям.
С 1872 года почётный член Королевского энтомологического общества Лондона. Описал более 400 видов тараканов, а 17 видов были названы в его честь.
Отец швейцарского лингвиста Фердинанда де Соссюра.

## Издания
Кроме множества статей по энтомологии, другим отраслям зоологии, а также и по геологии, гидрологии, этнографии, сельскому хозяйству и другим наукам, Соссюр написал ряд крупных и классических по содержанию работ по морфологии, систематике и фаунистике перепончатокрылых и прямокрылых:
- «Études sur la famille des Vespides» (три тома, 1852—1856),
- «Orthoptères et Myriapodes de la Mission scientifique au Mexique et à l’Amérique centrale» (1870),
- «Mélanges Orthoptérologiques» (два тома, 1863—1878), содержащие первый опыт классификации подотряда сверчков;
- «Histoire naturelle des Hyménoptères de Madagascar» (1890),
- «Orthoptères de Madagascar» (1895) и обработку прямокрылых (за исключением фазмид и саранчовых) для издания «Biologia Centrali-Americana».